# Fløjlsand
Fløjlsand (Melanitta fusca) er en fugleart i familien af egentlige andefugle. Den er udbredt i det nordlige Eurasien fra Skandinavien indtil floden Jenisej i det centrale Sibirien samt i Kaukasus. Hannen er sort med en hvid plet under øjet, mens hunnen er brunlig med to utydelige, lyse pletter på siden af hovedet. Fra sortand kendes fløjsanden bedst på sine store, hvide vingefelter, der tydeligst ses på flyvende fugle.

## Levested og træk
Fløjlsanden yngler langs kyster, i mindre søer og floder i nåleskove, tundra og arktiske områder, specielt på klippeøer eller klippefyldt terræn med kraftig urtevegetation, krat og lave træer. Fløjlsanden er en udpræget trækfugl, hvor hovedparten af bestanden overvintrer i Østersøområdet.

## Skandinavien
I Skandinavien yngler den i Norge og Sverige og er en almindelig vintergæst i dele af de danske farvande. I Danmark ses større koncentrationer af fældende hanner i Kattegat og Limfjorden, mens hunnerne opholder sig mere spredt.

## Yngletid
Hunnen lægger i juni eller begyndelsen af juli 7-9 æg. Herefter forlader hannen hunnen og trækker bort for at fælde. Hunnen udruger æggene på cirka 28 dage og ungerne er flyvefærdige efter yderligere cirka 55 dage. De forlades dog ofte af hunnen allerede efter 30-40 dage.

## Truet art
Bestanden af fløjlsand har af IUCN været vurderet truet siden 2012, idet der er observeret en stor nedgang i antallet fugle i de sidste årtier og der samtidig er sket en opsplitning af arten fløjlsand, så asiatisk fløjlsand (Melanitta stejnegeri) og amerikansk fløjlsand (Melanitta deglandi) nu opfattes som selvstændige arter. Den er vurderet som næsten truet på den danske rødliste 2019.